# モラン・レーシング
モラン・レーシング ( Morand Racing ) は、 元レーシングドライバーのブノワ・モラン (フランス語: Benoît Morand) によって設立された、スイスフリブール州のマルリーに本拠を置くレーシングチームである。

## 概要
チームの起源は、2000年にブノワ・モランがフォーミュラレースのチームとして 「ポールヴィジョン・レーシング (PoleVision Racing)」 を設立した時に遡れる。2011年までチームは多くのフォーミュラレースのシリーズに参戦してきた。2012年にチームはモラン・レーシングとして一新してスポーツカーレースへ転向し、2013年以降はヨーロピアン・ル・マン・シリーズにモーガンのプロトタイプレーシングカーで参戦している。2015年、モラン・レーシングは日本のサードと提携して共同チームを組み、使用するモーガンのレースカーを2台に台数を増やしてFIA 世界耐久選手権に挑んでいる。